# Cicló Nargis
El cicló Nargis (designació JTWC: 01B, també conegut com a Tempesta ciclònica molt severa Nargis) va ser un cicló tropical de la temporada de ciclons de l'oceà Índic de 2008, el qual va tocar les costes de Myanmar el mes de maig 2008, causant estralls al seu pas i almenys 22.000 morts i possiblement 50.000. Nargis va ser el primer cicló tropical que va arribar a aquest país des del cicló Mala el 2006.
Nargis es va formar en el golf de Bengala el 27 d'abril i encara que al principi va ser feble i es va desplaçar lentament, va trobar condicions molt favorables per intensificar-se a partir del 29 d'abril. El 2 de maig el Joint Typhoon Warning Center (JTWC) va reportar que Nargis havia assolit la seva velocitat màxima de 215 km/h. Aquell dia el cicló es va desplaçar cap a la Divisió d'Ayeyarwady en la seva màxima intensidad, i després de passar per la ciutat de Yangon es va debilitar gradualment fins a assolir la frontera entre Myanmar i Tailàndia

## Història de la tempesta

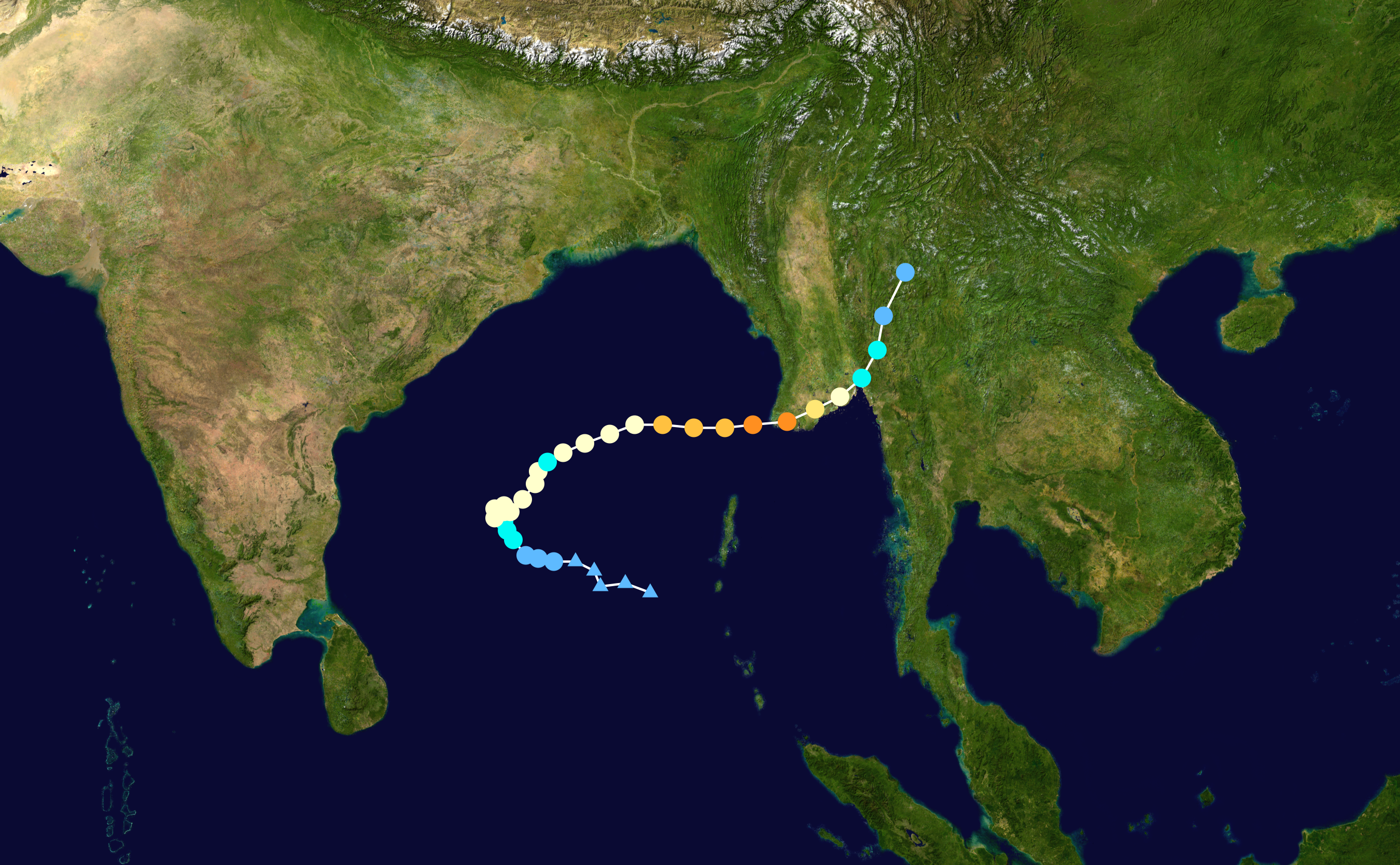
Trajectoria de la tempesta

En la darrera setmana d'abril, una àrea de convecció profunda persistia prop d'una circulació de baix nivell al Golf de Bengala al voltant de 1150 km (715 milles) a l'est-sud-est de Chennai, Índia. Amb un bon corrent de sortida i baix cisallament del vent, el sistema s'organitza lentament a mesura que la seva circulació es consolidava. A les 0300 UTC del 27 d'abril, l'India Meteorological Department (IMD) classificava el sistema com a depressió,
i nou hores més tard el sistema s'intensificava a una depressió profunda.
Alhora, el Joint Typhoon Warning Center (JTWC) el classificava com el cicló tropical 01B. Amb una dorsal al seu nord, el sistema es desplaçava lentament en direcció nord-nord-oest mentre milloraven les bandes que l'embolcallaven.
A les 0000 UTC del 28 d'abril, l'IMD actualitzava el sistema a tempesta ciclònica Nargis mentre estava situat aproximadament a 550 km (340 milles) a l'est de Chennai, Índia.
El 28 d'abril, Nargis es tornava gairebé immòbil mentre es localitzava entre dues dorsals, una al seu nord-oest i l'altra cap al sud-est. Aquell dia, el JTWC actualitzava la tempesta a l'estatus de cicló, o a l'equivalènt d'un huracà mínim en l'escala Saffir-Simpson.
Gairebé a la mateixa hora, l'IMD actualitzava Nargis a tempesta ciclònica severa.
El cicló desenvolupava un ull concèntric, que consisteix en una paret de l'ull situada a l'exterior de la paret de l'ull interior dominant,
mentre que la presència d'aigües calentes ajudava a la seva intensificació.
Durant el 29 d'abril, el JTWC estima que el Nargis havia arribat aproximadament als 160 km/h (100 mph),
i alhora l'IMD classificava el sistema com a tempesta ciclònica molt severa. Inicialment, el cicló es preveia que colpejaria Bangladesh o el sud-est de l'Índia. Posteriorment, el cicló es tornava a desorganitzar i debilitar a causa de la subsidència i a la presència d'aire més sec; com a resultat, disminuïa marcadament la convecció profunda prop del centre. Alhora, la tempesta començava un moviment cap al nord-est al voltant de la perifèria d'una dorsal situada al seu sud-est. La circulació romania forta malgrat la convecció minvant, encara que les estimacions d'intensitat obtingudes mitjançant els satèl·lits que utilitzaven la tècnica Dvorak indicaven que el cicló es podria haver debilitat a l'estatus de tempesta tropical. Per acabar, el 29 d'abril, la convecció havia començat a reconstruir-se, encara que el reenfortiment immediat era evitat per l'increment de cisallament del vent.
L'1 de maig, després de dirigir-se cap a l'est gairebé tal com estava previst, el Cicló Nargis començava a intensificar-se ràpidament a causa de la millora en la seva corrent de sortida en associació amb l'aproximació d'un tàlveg de nivell superior. L'enfortiment continua mentre desenvolupava un ull ben definit amb un diàmetre de 19 km (12 milles), i en les primeres hores del 2 de maig el JTWC estimava que el cicló assolia uns vents màxims de 215 km/h (135 mph) a mesura que es dirigia cap a la costa de Burma. Alhora, l'IMD avaluava que Nargis havia arribat a vents màxims de 165 km/h (105 mph). Al voltant de les 1200 UTC del 2 de maig, el cicló Nargis feia recalada en la Divisió d'Ayeyarwady de Myanmar. La tempesta es debilita molt gradualment a terra, a causa de la seva proximitat amb el Mar d'Andaman que n'evita el debilitament. La seva trajectoria canviava cap al nord-est a causa de l'aproximació d'un tàlveg pel nord-oest, passant pel nord de Yangon amb vents de 130 km/h (80 mph). A primera hora del 3 de maig l'IMD emetia l'avis final de la tempesta.
La tempesta s'havia debilitat ràpidament després que dirigir-se en direcció nord-est, cap al terreny abrupte prop de la frontera de Tailàndia amb Myanmar. Després de deteriorar-se a estatus de tempesta tropical mínima, el JTWC va emetre seu últim avis per Nargis.

## Impacte

### Golf de Bengala occidental

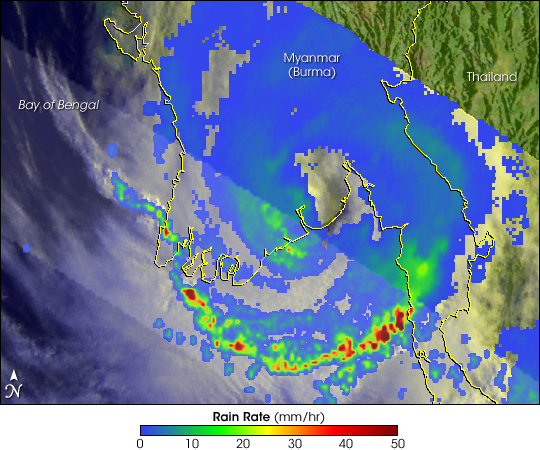
Índex de precipitacions del cicló Nargis, mesurats pel TRMM

A Sri Lanka, el cicló produïa precipitacions fortes, que conduïa a desbordar-se i esllavissades a través de deu districtes al país. Els districtes de Ratnapura i Kegalle eren els més afectats, on es desplaçaven més de 3.000 famílies. Milers de cases s'inundaven, amb 21 de comunicats destruïts. Les precipitacions deixaven 4.500 persones sense casa, i més de 35.000 persones eren afectades en l'illa.
S'informa de tres persones ferides a l'illa, amb dues altres de mortes.
El Departament Meteorològic de l'Índia recomanava que els pescadors no naveguessin a l'oceà durant el pas de Nargis. Les fortes ones i les ratxes de vent s'esperaven al llarg de la línia de costa de Tamil Nadu i Andhra Pradesh a l'Índia. Addicionalment, la influència del cicló abaixava temperatures al llarg del línia de costa indu, que havia estat afectat per una forta onada de calor.
Quan s'esperava originalment que el cicló arribes a prop de Bangladesh, els oficials demanaren als pagesos que acabessin de collir la collita d'arròs;perquè a l'època, el país estava experimentant escassetats alimentàries severes des de Cicló Sidr en l'any previ i les inundacions més primerenques l'any següent, i un impacte directa del Nargis hauria ocasionat collites destruïdes a causa dels forts vents.

### Myanmar

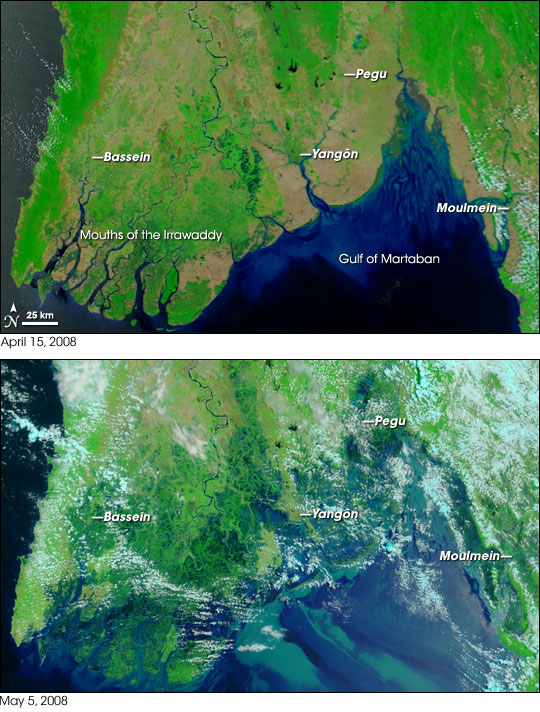
Abans de (part superior) i després de (fons)

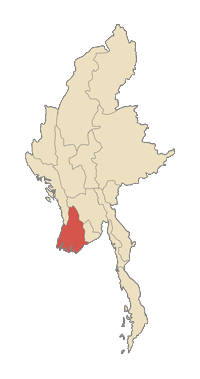
La regió més afectada de Myanmar, Divisió d'Ayeyarwady

Les estimacions de la xifra de morts dins de Myanmar (antiga Birmània) són al voltant de 22.000, amb un aproximat 41.000 persones encara desaparegudes.
Com a resultat el govern declarà cinc regions — les divisions de Yangon, Ayeyarwady, Bago; els estats  Mon i Kayin — com zones catastròfiques. Es destruïen milers d'edificis; a la ciutat de Labutta, situat en la Divisió Ayeyarwady, la televisió estatal informava que havien col·lapsat un 75% dels edificis i un 20% tenien els seus sostres arrencats. Es creu que es tracta del cicló tropical més mortal al món des del cicló de Bangladesh de 1991, que matava per sobre de 138.000 persones. S'ha declarat que com a mínim 10.000 persones han mort a la ciutat de delta de Bogale.
Un diplomàtic a la ciutat de Yangon parlava a l'agència de notícies Reuters, donant-los una descripció de l'escena. Deia que l'àrea al seu voltant s'assemblava a una 'zona de guerra' com a resultat del cicló. Les xarxes d'aigües residuals rebentades han inundat el paisatge amb residus, arruïnant la collita d'arròs. Un oficial de les Nacions Unides també comentades sobre la situació, en el moment de l'esdeveniment. "És una mala situació. Gairebé totes les cases es trenquen. La gent es troba en una situació terrible", deia. Un altre representant de l'ONU també parlava sobre l'incident. Informava que "El delta Irrawaddy es colpia extremadament durament no solament a causa del vent i pluja sinó a causa de la maror ciclònica creada per la tempesta." El diari del britànic Daily Telegraph informava que els preus dels aliments a Myanmar podrien ser afectats per aquest desastre.

## Ajuda internacional
A partir de 6 de maig, de 2008, el govern de Myanmar encara no ha donat oficialment suport a l'ajuda internacional, si bé que ha manifestat que estan, "disposats a acceptar ajuda internacional, preferiblement bilateral, govern a govern." El desafiament més gran actualment es troba en obtenir visats per a l'entrada al país. L'ambaixada dels EUA a Myanmar ha alliberat 250.000 $, amb un 3 milions addiccionals enint d'USAID que porta l'alleujament dels EUA total a 3,25 milions de dòlars. L'exèrcit dels Estats Units també ha manifestat que es preparen per moure els seus béns quan es donen el continuar. Tailàndia ha acceptat enviar 100.000 $ i subministraments. La Federació Internacional de la Creu Roja ha compromès 189.000 $ per a ajudes.
Entre les nacions que també donen suport es troben:
| País            | Contribucions                                                                      |
| --------------- | ---------------------------------------------------------------------------------- |
| Austràlia       | 3 milions AUD                                                                      |
| Bèlgica         | 250.000 EUR                                                                        |
| Brunei          | Material emergència                                                                |
| Canadà          | Fins a 2 milions USD en material d'emergència.                                     |
| Xina            | 1 million USD en materials d'emergència i ajuda (incloent-hi 60 tones d'ajuda)     |
| República Txeca | 154.000 USD                                                                        |
| Dinamarca       | 103.600 USD                                                                        |
| Unió Europea    | 3.0 milions USD                                                                    |
| Finlàndia       | 300.000 EUR                                                                        |
| Flandes         | 100.000 EUR                                                                        |
| França          | 775.000 USD                                                                        |
| Alemanya        | 770.000 USD                                                                        |
| Grècia          | 200.000 USD, medicaments i ajuda humanitaria                                       |
| Índia           | 8 tones de material humanitari; tendes, subministraments alimentaris               |
| Indonèsia       | 1 milió USD en diners i altres ajudes en aliments i medicines                      |
| Irlanda         | 1.5 milions USD                                                                    |
| Israel          | 100,000 USD, aliments i material sanitari subministrat per organitzacions privades |
| Japó            | 28 million JPY en tendes i generadors = 267, 000 USD                               |
| Malàisia        | 4.100.000 USD                                                                      |
| Països Baixos   | 1.000.000 EUR                                                                      |
| Noruega         | Fins a 1.96 milions USD                                                            |
| Singapur        | 200.000 USD                                                                        |
| Espanya         | 775.000 USD de donacions al Programa Mundial dels Aliments                         |
| Suècia          | Sistemes de suport logístics i purificació d'aigua                                 |
| Suïssa          | 475.000 USD (inicial)                                                              |
| Tailàndia       | 100.000 USD, aliments i subministraments medics (inicial)                          |
| Regne Unit      | 5 milions GBP (9.9 million USD)                                                    |
| Estats Units    | 3.25 milions USD                                                                   |

## Controvèrsies

### Bloqueig de l'ajuda per part de la junta militar
La junta militar de Myanmar diu que el país no està preparat per a acceptar treballadors d'ajut exterior, enmig de la crítica creixent a la seva resposta al devastador cicló. Paul Risley del Programa Alimentari Mundial deia que els retards eren "sense precedents en l'ajuda humanitària moderna". En els dies posteriors a la tempesta, la junta concentrava els seus esforços en un joc de gat i la rata amb un periodista de la CNN el qual va haver d'abandonar el país per a evitar ser empresonat.
El diari de Tailàndia Thairath va informar que moltes persones es trobaven disgustats van ser amb la junta del govern Birmà, ja que no hi havia un sistema d'alerta adequat per al proper cicló. A més, creuen que el caos causat pel cicló i les inundacions s'agreuja encara més per una falta de resposta de la junta. Per exemple, sense les mesures adequades en l'actualitat per gestionar el creixent nombre de cadàvers a les seqüeles del cicló, es va informar que els cadàvers estaven simplement abandonats als carrers, amb l'empitjorament de la situació amb el pas del temps, reflectint la preocupació que estrangers l'aparició i propagació de les malalties transmissibles donaria. [52] A més, la Societat Internacional d'Assistència per Prisioneros Polítics, amb seu a Bangkok, va informar descuits dels drets humans durant el desastre, la qual s'al lega que funcionaris de presons que treballa en el govern havien disparat als presoners de la presó de Insein de Rangun que tractaven d'escapar enmig del caos. Es va informar que 36 presos van resultar morts i al voltant d'altres 70 van resultar ferits. La Junta birmana va negar ambdós informes